# Lodewijk I van Beieren
Lodewijk Karel August (Straatsburg, 25 augustus 1786 — Nice, 29 februari 1868) was van 1825 tot 1848 koning van Beieren.

## Leven
Lodewijk I was het oudste kind van koning Maximiliaan I Jozef (1756-1825) en Augusta Wilhelmina van Hessen-Darmstadt (1756-1796). Later zouden nog twaalf broers en zussen volgen. Hij werd geboren in Straatsburg, waar zijn vader, prins van het onbeduidende Hertogdom Palts-Zweibrücken, destijds was gelegerd als kolonel in het Franse regiment van de Elzas. Dit regiment schonk de jonge vader ter ere van Lodewijks geboorte een kussen gevuld met het haar van hun afgeschoren baarden.
Het gezin moest in 1789 vluchten voor de Franse Revolutie, eerst naar Darmstadt - waar Lodewijk bijna stierf aan de pokken - en later naar Mannheim.
Als kroonprins trad hij op 12 oktober 1810 in het huwelijk met Theresia van Saksen-Hildburghausen, dochter van Frederik van Saksen-Hildburghausen. Deze gebeurtenis wordt nog tot op de dag van vandaag gevierd met het zogenaamde Oktoberfest. De locatie van het huwelijk werd naar de bruid Theresienwiese genoemd.
De koning was katholiek, zijn echtgenote echter evangelisch en bleef dit ook tot aan haar dood.
Lodewijk werd na de dood van zijn vader op 13 oktober 1825 koning van Beieren. Hij voerde aanvankelijk een vooruitstrevende politiek, maar werd onder invloed van de Julirevolutie (1830) en het Hambacher Fest (1832) meer reactionair. Hij was een groot liefhebber van de Griekse cultuur en steunde de Griekse vrijheidsstrijd met enthousiasme. In 1832 werd zijn tweede zoon Otto zelfs de eerste koning van Griekenland.
Onder Lodewijks heerschappij werd München tot een belangrijke stad voor de kunst. Hij liet vele tot de dag van vandaag belangrijke bouwwerken oprichten, waaronder de Ludwigstraße met de universiteit, de Feldherrenhalle, de Siegestor (Overwinningspoort), de Bayerische Staatsbibliothek en het Königsplatz (Koningsplein) met de glyptotheek.
In de jaren 1846 tot 1852 liet de koning in Edenkoben een buitenverblijf in Pompeiaanse stijl bouwen, de zogenaamde Villa Ludwigshöhe, waar hij en de koningin dan ook regelmatig verbleven. Bij hun bezoeken bezocht de koning, als katholiek, de mis in Edenkoben, terwijl Theresia de evangelische godsdienst in de kerk van Rhodt unter Rietburg bezocht.
Het schandaal rondom zijn relatie met de danseres Lola Montez bewoog hem er op 20 maart 1848 toe af te treden ten gunste van zijn oudste zoon Maximiliaan II. Lodewijk I stierf op 29 februari 1868 in Nice en is begraven in de Sint-Bonifatius abdij te München.

## Kinderen
- Maximiliaan II (1811-1864), koning van Beieren
- Mathilde Karoline (1813-1862), gehuwd met Lodewijk III van Hessen-Darmstadt
- Otto Frederik Lodewijk (1815-1867), koning van Griekenland
- Theodolinde Charlotte Louise (1816-1817)
- Luitpold Karel Jozef Willem (1821-1912), prins-regent van Beieren
- Adelgunde Auguste Charlotte (1823-1914), gehuwd met Frans V van Modena
- Hildegard Louise Charlotte (1825-1864), gehuwd met Albrecht van Oostenrijk-Teschen, kleinzoon van keizer Leopold II
- Alexandra Amalie (1826-1875)
- Adalbert Willem (1828-1875)

## Voorouders
| Voorouders van Lodewijk I van Beieren (1786-1868) | Voorouders van Lodewijk I van Beieren (1786-1868)                                                  | Voorouders van Lodewijk I van Beieren (1786-1868)                                                  | Voorouders van Lodewijk I van Beieren (1786-1868)                                                  | Voorouders van Lodewijk I van Beieren (1786-1868)                                                  | Voorouders van Lodewijk I van Beieren (1786-1868)                                                                     | Voorouders van Lodewijk I van Beieren (1786-1868)                                                                     | Voorouders van Lodewijk I van Beieren (1786-1868)                                                                          | Voorouders van Lodewijk I van Beieren (1786-1868)                                                                          |
| ------------------------------------------------- | -------------------------------------------------------------------------------------------------- | -------------------------------------------------------------------------------------------------- | -------------------------------------------------------------------------------------------------- | -------------------------------------------------------------------------------------------------- | --- | --- | --- | --- |
| Overgrootouders                                   | Christiaan III van Palts-Zweibrücken (1674-1735) ∞ Carolina van Nassau-Saarbrücken (1704-1774)     | Christiaan III van Palts-Zweibrücken (1674-1735) ∞ Carolina van Nassau-Saarbrücken (1704-1774)     | Jozef Karel van Palts-Sulzbach (1694-1729) ∞ Elisabeth van Palts-Neuburg (1693-1728)               | Jozef Karel van Palts-Sulzbach (1694-1729) ∞ Elisabeth van Palts-Neuburg (1693-1728)               | Lodewijk VIII van Hessen-Darmstadt (1691-1768) ∞ Charlotte Christina van Hanau-Lichtenberg (1700-1726)                | Lodewijk VIII van Hessen-Darmstadt (1691-1768) ∞ Charlotte Christina van Hanau-Lichtenberg (1700-1726)                | Christian Karl Reinhard van Leiningen-Dagsburg-Falkenburg (1695-1766) ∞ Katharina Polyxena van Solms-Rödelheim (1702-1765) | Christian Karl Reinhard van Leiningen-Dagsburg-Falkenburg (1695-1766) ∞ Katharina Polyxena van Solms-Rödelheim (1702-1765) |
| Grootouders                                       | Frederik Michael van Palts-Birkenfeld (1724-1767) ∞ Maria Francisca van Palts-Sulzbach (1724-1794) | Frederik Michael van Palts-Birkenfeld (1724-1767) ∞ Maria Francisca van Palts-Sulzbach (1724-1794) | Frederik Michael van Palts-Birkenfeld (1724-1767) ∞ Maria Francisca van Palts-Sulzbach (1724-1794) | Frederik Michael van Palts-Birkenfeld (1724-1767) ∞ Maria Francisca van Palts-Sulzbach (1724-1794) | George Wilhelm van Hessen-Darmstadt (1722-1782) ∞ Maria Luise Albertine van Leiningen-Dagsburg-Falkenburg (1729-1818) | George Wilhelm van Hessen-Darmstadt (1722-1782) ∞ Maria Luise Albertine van Leiningen-Dagsburg-Falkenburg (1729-1818) | George Wilhelm van Hessen-Darmstadt (1722-1782) ∞ Maria Luise Albertine van Leiningen-Dagsburg-Falkenburg (1729-1818)      | George Wilhelm van Hessen-Darmstadt (1722-1782) ∞ Maria Luise Albertine van Leiningen-Dagsburg-Falkenburg (1729-1818)      |
| Ouders                                            | Maximiliaan I Jozef van Beieren (1756-1825) ∞ Augusta Wilhelmina van Hessen-Darmstadt (1765-1796)  | Maximiliaan I Jozef van Beieren (1756-1825) ∞ Augusta Wilhelmina van Hessen-Darmstadt (1765-1796)  | Maximiliaan I Jozef van Beieren (1756-1825) ∞ Augusta Wilhelmina van Hessen-Darmstadt (1765-1796)  | Maximiliaan I Jozef van Beieren (1756-1825) ∞ Augusta Wilhelmina van Hessen-Darmstadt (1765-1796)  | Maximiliaan I Jozef van Beieren (1756-1825) ∞ Augusta Wilhelmina van Hessen-Darmstadt (1765-1796)                     | Maximiliaan I Jozef van Beieren (1756-1825) ∞ Augusta Wilhelmina van Hessen-Darmstadt (1765-1796)                     | Maximiliaan I Jozef van Beieren (1756-1825) ∞ Augusta Wilhelmina van Hessen-Darmstadt (1765-1796)                          | Maximiliaan I Jozef van Beieren (1756-1825) ∞ Augusta Wilhelmina van Hessen-Darmstadt (1765-1796)                          |

- Bibsys: 90566534
- Bibliothèque nationale de France: cb12055033n (data)
- CiNii: DA10679128
- Gemeinsame Normdatei: 118574884
- International Standard Name Identifier: 0000 0001 2321 2434
- Library of Congress Control Number: n81023327
- Nationale Bibliotheek van Letland: 000223110
- Nationale Bibliotheek van Tsjechië: xx0123807
- Nationale bibliotheek van Australië: 35138938
- Nationale Bibliotheek van Israël: 987007272903305171
- Nationale Bibliotheek van Polen: a0000002005406
- Nederlandse Thesaurus van Auteursnamen: 067467377
- Réseau des bibliothèques de Suisse occidentale: 02-A012470224
- RKD-Nederlands Instituut voor Kunstgeschiedenis: 492511
- Istituto Centrale per il Catalogo Unico: RAVV056630
- LIBRIS: 206600
- Système universitaire de documentation: 027766349
- Museum of New Zealand Te Papa Tongarewa: 67976
- Trove: 839010
- Union List of Artist Names: 500240441
- Virtual International Authority File: 89288532
- WorldCat: E39PBJmHKywXk76MM3j7YgmWXd